# シーヴァ (競走馬)
シーヴァ（英: Shiva、1995年 - ）は日本で生まれ、イギリスで調教を受けた競走馬で、現在は繁殖牝馬である。日本生産馬として初めて、海外G1制覇を成し遂げた競走馬である。

## 経歴
1998年5月の未勝利戦でデビュー。1999年5月のG1タタソールズゴールドカップで、当時既にG1競走を3勝していた強豪馬デイラミ (Daylami) を2着に下し、日本生産馬として初の海外G1制覇を成し遂げた。
なお、前年の1998年には既にシーキングザパール・タイキシャトルの2頭（生産は共にアメリカ）によって日本調教馬としての海外G1制覇が成し遂げられていたこともあり、この快挙が前者の2頭や、同年のエルコンドルパサーほど大きく報道されることはなかった。
引退後はアメリカに渡り、オーナーであるニアルコス家の系列牧場で繁殖牝馬となっている。

## 年度別競走成績
- 1998年（1戦1勝）
- 1999年（4戦2勝）タタソールズゴールドカップ (G1) 、アールオブセフトンステークス (G3)
- 2000年（5戦1勝）ブリガディアジェラードステークス (G3)

## 血統表
| シーヴァの血統（ミスタープロスペクター系 / Northern Dancer 5×3=15.63%、Never Bend 4×4=12.50%、Prince John 5×4=9.38%、Princequillo 5×5=6.25%、Native Dancer 5×5=6.25%） | シーヴァの血統（ミスタープロスペクター系 / Northern Dancer 5×3=15.63%、Never Bend 4×4=12.50%、Prince John 5×4=9.38%、Princequillo 5×5=6.25%、Native Dancer 5×5=6.25%） | シーヴァの血統（ミスタープロスペクター系 / Northern Dancer 5×3=15.63%、Never Bend 4×4=12.50%、Prince John 5×4=9.38%、Princequillo 5×5=6.25%、Native Dancer 5×5=6.25%） | （血統表の出典） | （血統表の出典） |
| 父系 | ミスタープロスペクター系 | ミスタープロスペクター系 | ミスタープロスペクター系                                                                                                  | [ § 2 ]          |
| 父 *ヘクタープロテクター Hector Protector 1988 鹿毛 | 父の父Woodman 1983 栗毛 | Mr. Prospector | Raise a Native | Raise a Native   |
| 父 *ヘクタープロテクター Hector Protector 1988 鹿毛 | 父の父Woodman 1983 栗毛 | Mr. Prospector | Gold Digger |                  |
| 父 *ヘクタープロテクター Hector Protector 1988 鹿毛 | 父の父Woodman 1983 栗毛 | *Playmate | Buckpasser | Buckpasser       |
| 父 *ヘクタープロテクター Hector Protector 1988 鹿毛 | 父の父Woodman 1983 栗毛 | *Playmate | Intriguing |                  |
| 父 *ヘクタープロテクター Hector Protector 1988 鹿毛 | 父の母Korveya 1982 栗毛 | Riverman | Never Bend | Never Bend       |
| 父 *ヘクタープロテクター Hector Protector 1988 鹿毛 | 父の母Korveya 1982 栗毛 | Riverman | River Lady |                  |
| 父 *ヘクタープロテクター Hector Protector 1988 鹿毛 | 父の母Korveya 1982 栗毛 | Konafa | Damascus | Damascus         |
| 父 *ヘクタープロテクター Hector Protector 1988 鹿毛 | 父の母Korveya 1982 栗毛 | Konafa | Royal Statue |                  |
| 母 *ランジェリー Lingerie 1988 鹿毛 | 母の父Shirley Heights 1975 鹿毛 | Mill Reef | Never Bend | Never Bend       |
| 母 *ランジェリー Lingerie 1988 鹿毛 | 母の父Shirley Heights 1975 鹿毛 | Mill Reef | Milan Mill |                  |
| 母 *ランジェリー Lingerie 1988 鹿毛 | 母の父Shirley Heights 1975 鹿毛 | Hardiemma | *Hardicanute | *Hardicanute     |
| 母 *ランジェリー Lingerie 1988 鹿毛 | 母の父Shirley Heights 1975 鹿毛 | Hardiemma | Grand Cross |                  |
| 母 *ランジェリー Lingerie 1988 鹿毛 | 母の母Northern Trick 1981 栗毛 | Northern Dancer | Nearctic | Nearctic         |
| 母 *ランジェリー Lingerie 1988 鹿毛 | 母の母Northern Trick 1981 栗毛 | Northern Dancer | Natalma |                  |
| 母 *ランジェリー Lingerie 1988 鹿毛 | 母の母Northern Trick 1981 栗毛 | Trick Chick | Prince John | Prince John      |
| 母 *ランジェリー Lingerie 1988 鹿毛 | 母の母Northern Trick 1981 栗毛 | Trick Chick | Fast Line |                  |
| 母系(F-No.) | 4号族(FN:4-m) | 4号族(FN:4-m) | 4号族(FN:4-m) | [ § 3 ]          |
| 5代内の近親交配 | Northern Dancer 5×3=15.63%、Never Bend 4×4=12.50%、Prince John 5×4=9.38%、Princequillo 5×5=6.25%、Native Dancer 5×5=6.25%                                              | Northern Dancer 5×3=15.63%、Never Bend 4×4=12.50%、Prince John 5×4=9.38%、Princequillo 5×5=6.25%、Native Dancer 5×5=6.25%                                              | Northern Dancer 5×3=15.63%、Never Bend 4×4=12.50%、Prince John 5×4=9.38%、Princequillo 5×5=6.25%、Native Dancer 5×5=6.25% | [ § 4 ]          |
| 出典 | 1. 2. 3. 4. | 1. 2. 3. 4. | 1. 2. 3. 4. | 1. 2. 3. 4.      |

- 全兄リムノス (Limnos) も日本生まれでヨーロッパで走り、フォワ賞（G2）を優勝するなど活躍しフランスで種牡馬となっている。
- 半妹ライトシフト (Light Shift) はアメリカ合衆国生まれでエプソムオークス優勝馬。その産駒にエクリプスステークス、インターナショナルステークス優勝馬のユリシーズ (Ulysses) がいる[3]。
- 半妹ストロベリーフレッジ (Strawberry Fledge) もアメリカ合衆国生まれで、その産駒にガネー賞優勝馬のクロスオブスターズ（英語版）がいる[3]。